# Buddhizmus Vietnámban

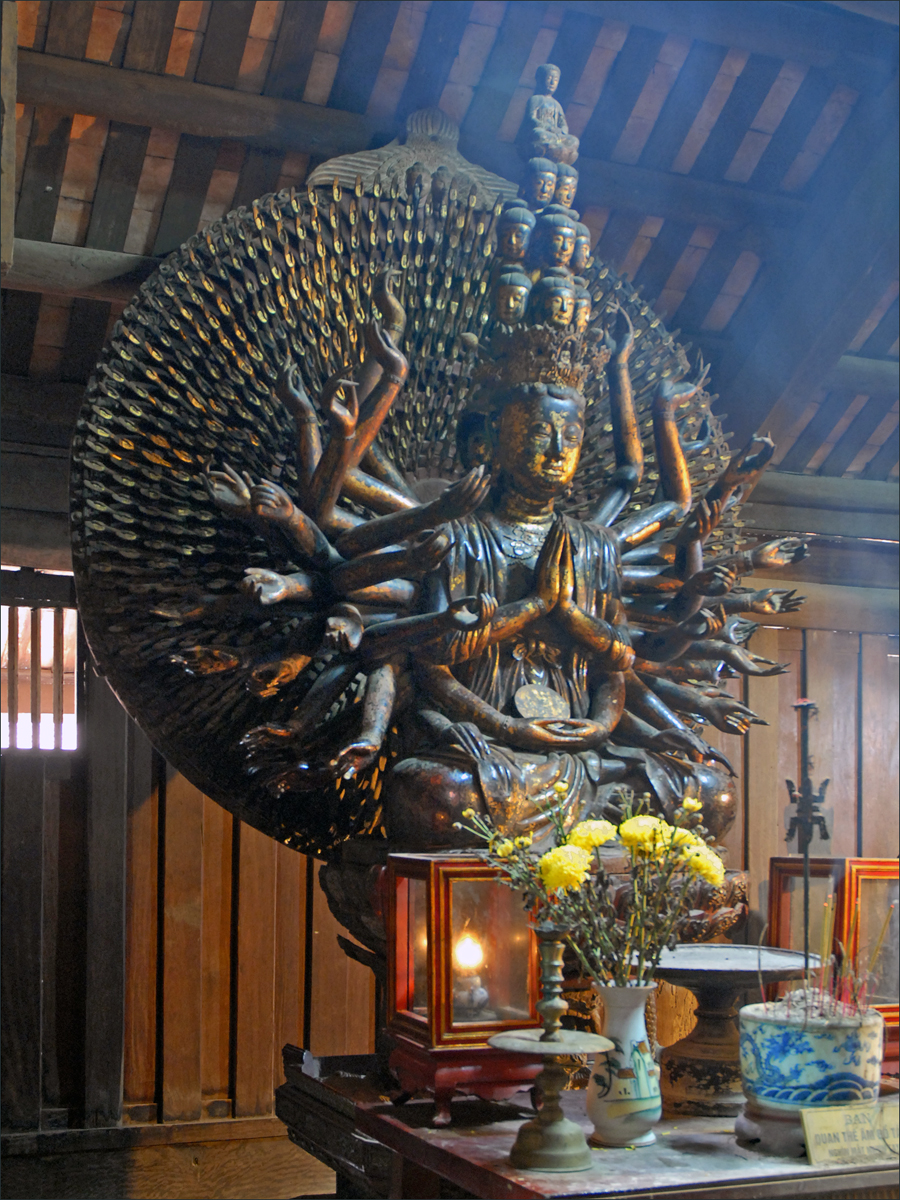
Avalókitésvara bodhiszattva lakozott és aranyozott szobra a Bút Tháp templomban, a helyreállított Lê-dinasztia korából (1656).

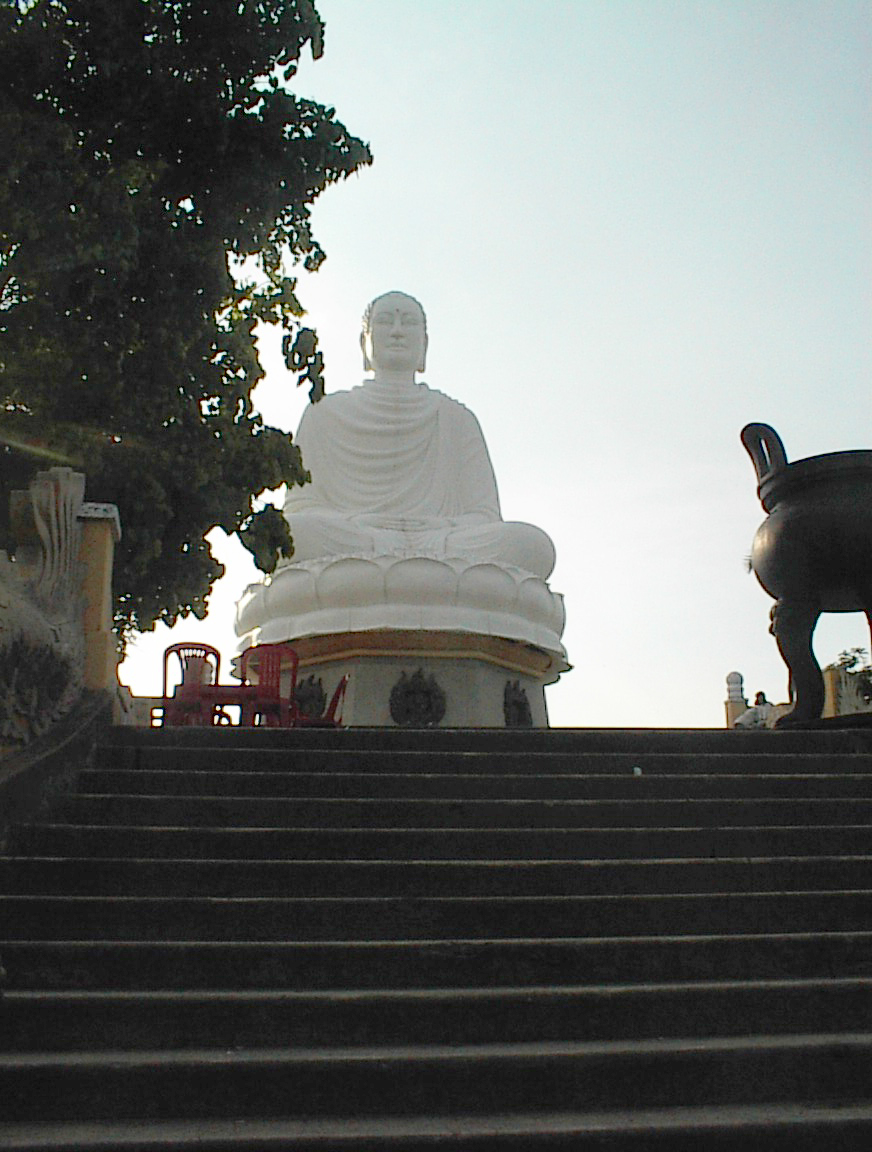
A 30 méter magas Hải Đức buddha-szobor 1964-ben a Long Sơn pagoda előtt Nha Trang városban

A buddhizmus Vietnámban (vietnámi: đạo Phật (ejtsd körülbelül: dáo fet) vagy Phật giáo (ejtsd körülbelül: fet zao)) elsősorban a mahájána hagyományokra épül. A buddhizmus vagy az i. e. 3-2. század környékén érkezhetett Vietnámba Dél-Ázsia felől vagy az i. sz. 1-2. század környékén Kína felől. A vietnámi buddhizmus szimbolikus kapcsolatban állt a taoizmus, kínai spiritualitás és a vietnámi bennszülött vallások bizonyos elemeivel.

## Története

### A dinasztiák korában

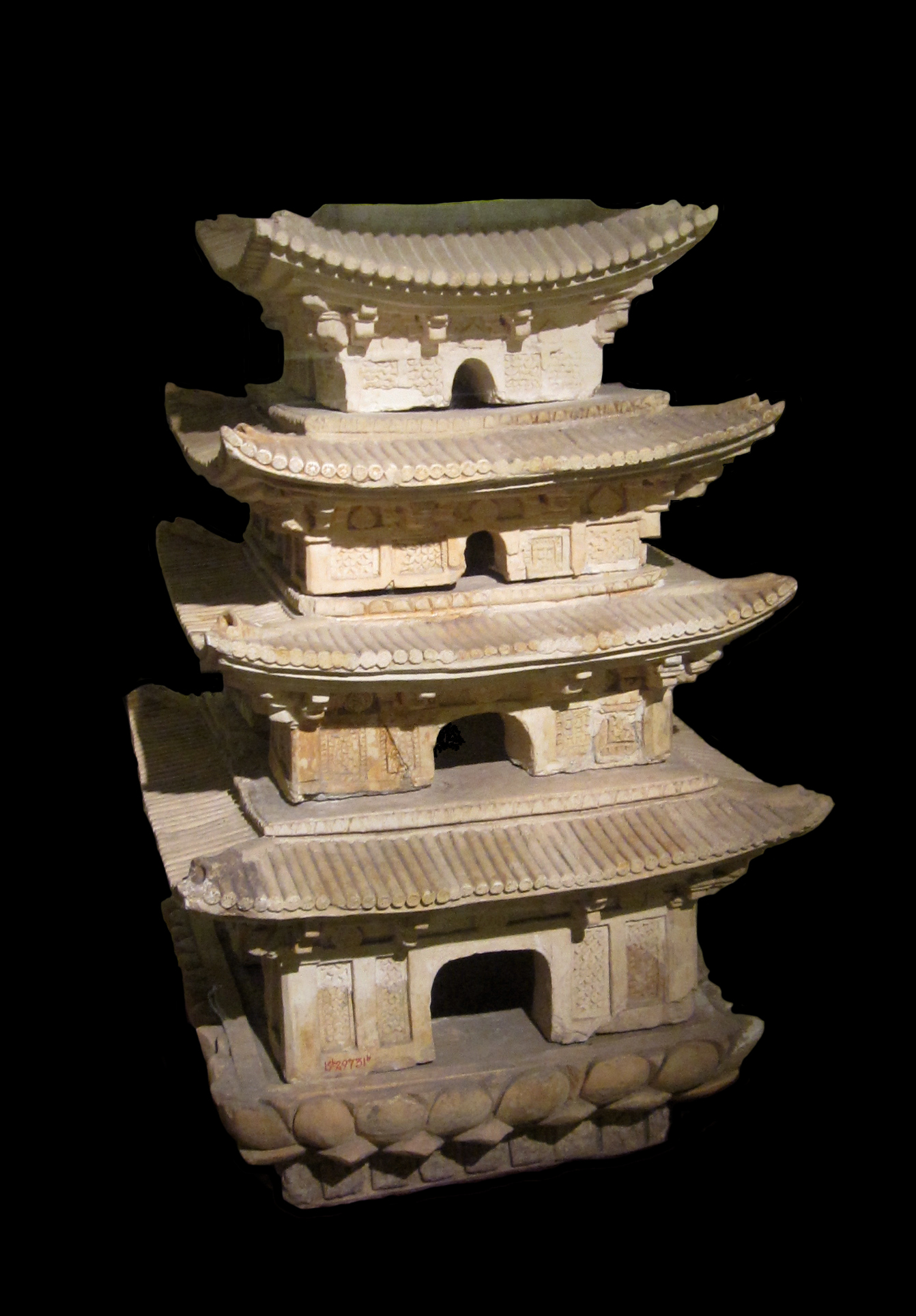
Kerámia sztúpa lótusz bódhi levelekkel, Hanoi (Li-dinasztia, 11-13. század).

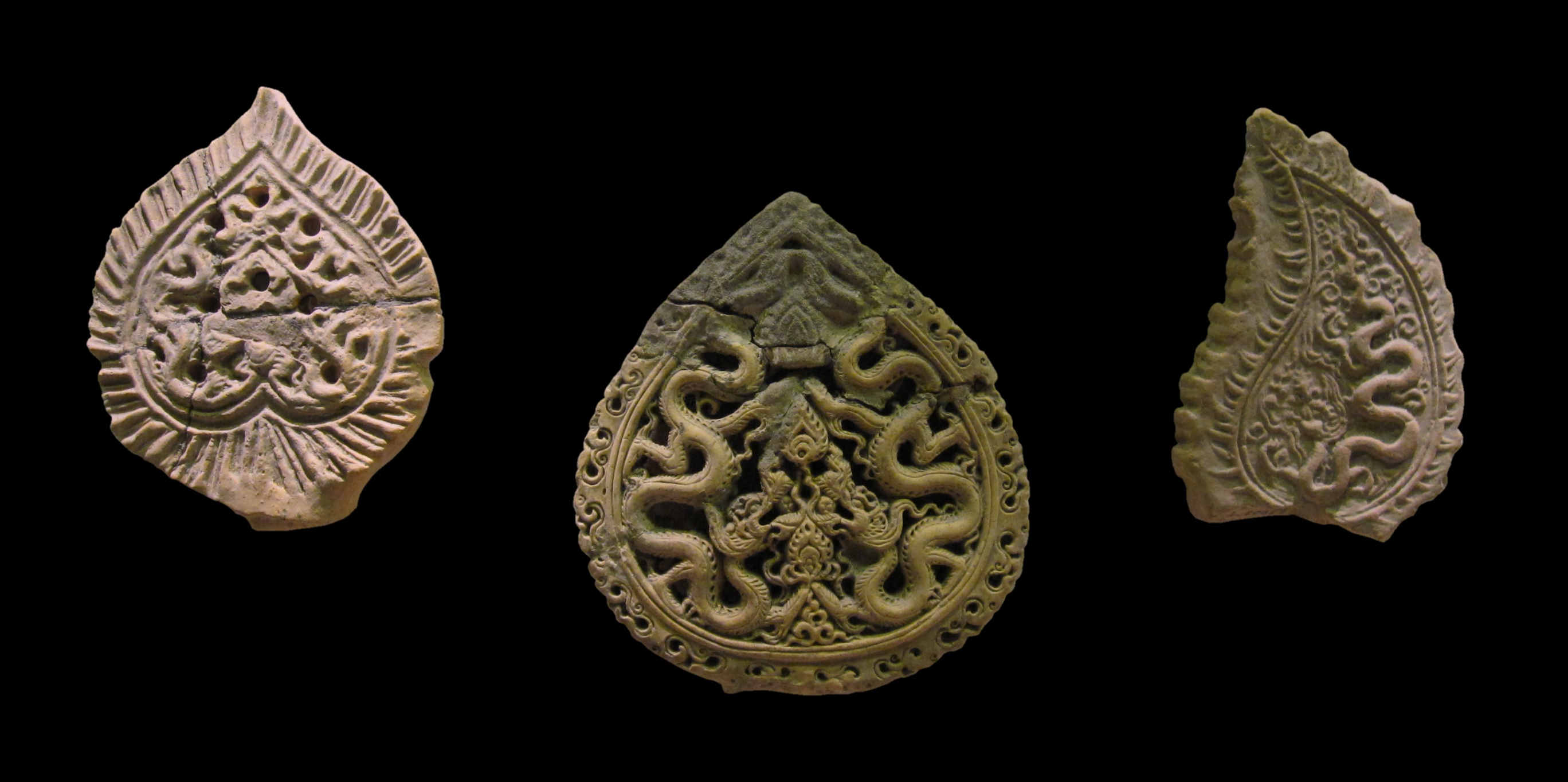
Terrakotta bódi levelek sárkány mintával (Li-Tren dinasztiák, 11-14. század).

Ellentétes elméletek léteznek arról, hogy a buddhizmus legelőször az i. e. 3-2. században érkezett Vietnámba Indiából, vagy csak az i. sz. 1-2. században Kínából. A 2. század végére Vietnám már jelentős regionális buddhista központnak számított (feltehetően mahájána), amelynek legfőbb városa Luy Lâu (ejtsd körülbelül: Lui Leu) volt, a mai Bắc Ninh tartományban, Hanoitól északkeletre. Luy Lâu volt Giao Chỉ (kb: Zao Csi - Vietnám korábbi neve) fővárosa, amely népszerű volt az Indiából Kínába tartó buddhista szerzetesek körében. A szerzetesek követték a tengeri kereskedelmi útvonalat. Számos mahájána szútrát és ágamát fordítottak kínai nyelvre ebben a központban, közöttük a Negyvenkét fejezetes szútrát és az ánápánaszati légzéses meditációt.
Az ezt követő közel kétezer évben Vietnám és Kína kulturális, filozófiai és vallási örökségeinek jellegzetességei hasonló vonásokat mutatnak. Ez köszönhető egyrészt a földrajzi helyzetüknek (szomszédok), illetve annak, hogy Kína a történelem során már kétszer is magához csatolta Vietnámot. Emiatt a vietnámi buddhizmus erősen kapcsolódik a kínai buddhizmushoz és jól megfigyelhető a Szung-dinasztia utáni kínai buddhizmus átalakulásának hatásai is. Mindemellett, mivel Vietnám a középkorban egy időre bekebelezte a Khmer Birodalmat, a khmer embereken keresztül beszivárgott az országba a théraváda buddhizmus is.
A Đinh-dinasztia (968-980) idején a buddhizmus hivatalos vallássá vált (~971), emiatt valószínűsíthető, hogy a kor királyai nagyra tartották a buddhizmust. A korai Lê-dinasztia (980-1009) hasonló irányelvek mentén folytatta az irányítást. Ebben az időben sok képzett buddhista szerzetes áramlott az újonnan függetlenedett államba, amelyben az ország felépítéséhez szükség volt egy ideológiai bázisra. Ezt követően ezt a szerepet a konfucianizmus töltötte be.
A vietnámi buddhizmus a Lý-dinasztia (1009–1225) idején élte fénykorát. A dinasztia alapítója, Lý Thái Tổ egy buddhista pagodában nőtt fel. A dinasztia összes királyának a buddhizmus volt az államvallása. A Trần-dinasztia (1225–1400) idejére a buddhizmusnak már osztoznia kellett az egyre nagyobb teret hódító konfucianizmussal.
A 15. századra a buddhizmus fokozatosan elvesztette a népszerűségét az uralkodói körökben, jóllehet a tömegek számára továbbra is kedves maradt. A hivatalnokok eretneknek és hiábavalónak kiáltották ki a buddhizmust. Legközelebb csak a 19. században, az Nguyễn-dinasztia idején emelték vissza a buddhizmust hivatalos vallássá.
Az 1920-as években lezajlott egy buddhista élénkítő mozgalom (Chấn hưng Phật giáo), amely az intézményes buddhizmus megerősítését és megreformálását célozta meg, ugyanis a francia uralom idején a kereszténységgel szemben erős hátrányba került. A mozgalom több mint harminc évig tartott.

### A köztársaság korában

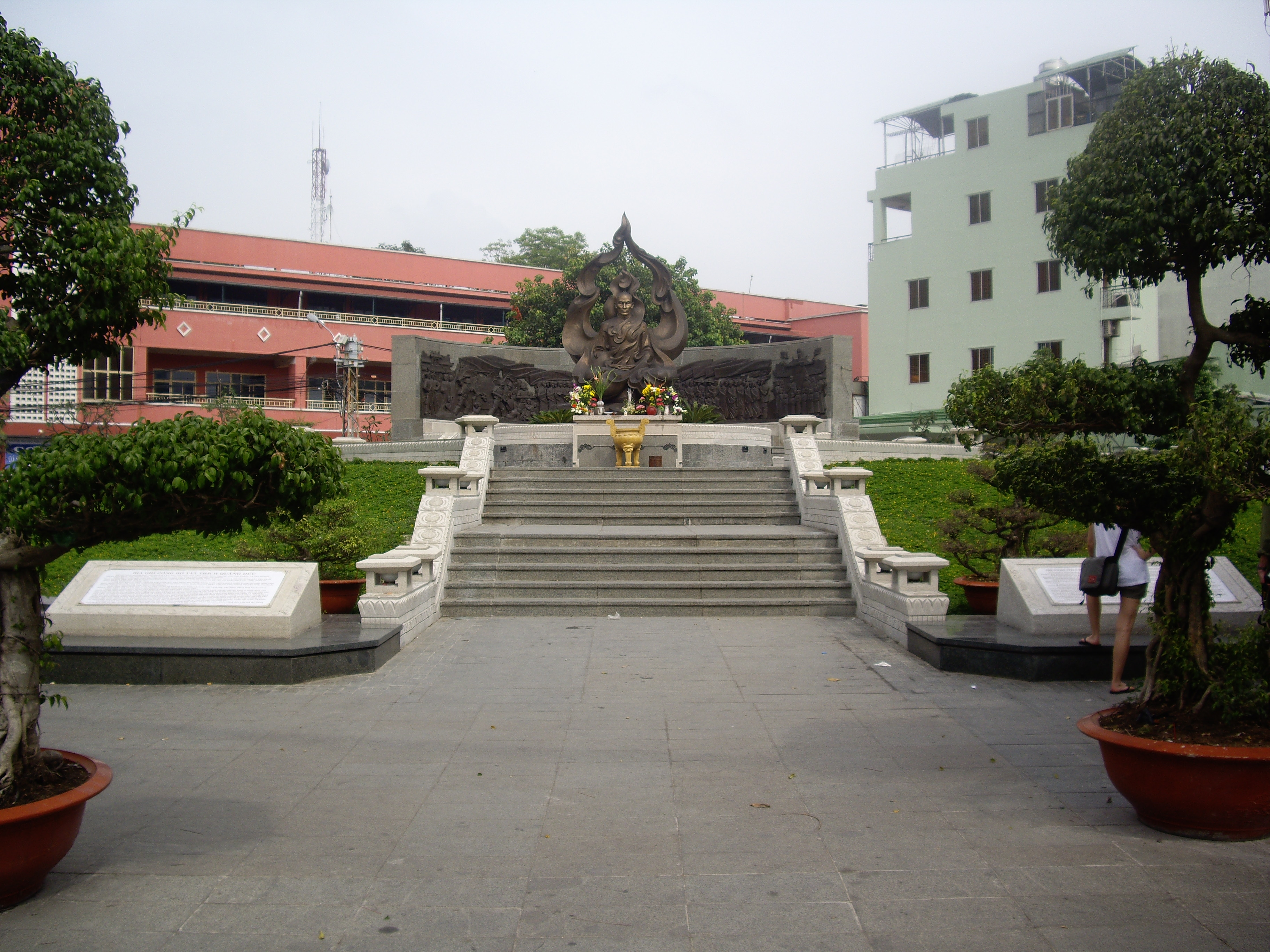
Emlékmű Thích Quảng Đức számára, aki 1963-ban, tiltakozásul Ngô Đình Diệm adminisztráció által vezetett dél-vietnámi buddhista-üldözések ellen, felgyújtotta magát.

1954 és 1975 között Vietnám kettészakadt Észak- és Dél-Vietnámra. Egy olyan országban, amelyben a buddhisták aránya a felmérések szerint 50-70% volt. A katolikus vietnámi kisebbséghez tartozó Ngô Đình Diệm elnök politikája vallási előítéleteket generált, amelyben a buddhistákat ellenségként tekintették.
1963 májusában Huế város központjában megtiltották a buddhistáknak, hogy a vészák-ünnepség során buddhista zászlókat használjanak, pedig pár nappal azelőtt az új érsek kinevezésekor a katolikusok használhatták saját zászlóikat. Hatalmas tüntetések kezdődtek a kormány ellen, akik csapatokat küldtek az emberek ellen és kilenc embert megöltek. Válság vette kezdetét, amely később buddhista válság néven lett közismert. A válság tetőfokát az jelentette, amikor Thích Quảng Đức szerzetes tüntetésképpen felgyújtotta saját magát. Diệm elnök öccse, Ngô Đình Nhu az erős megtorlás híve volt, így speciális egységeket küldtek, hogy elpusztítsák a buddhista központokat és a becslések szerint több száz embert öltek meg. A megdöbbent amerikai kormány megvonta a támogatását a kormánytól. Diệm elnököt az amerikai CIA támogatásával egy puccs során letartóztatták és kivégezték.
Az 1960-as években a buddhisták politikai hatalma nőtt és a különböző iskolák együttesen létrehozták az Egységes Vietnámi Buddhista Egyházat. Az egyházi vezetők jelentős befolyással bírtak a nemzeti politikai életben, olyannyira, hogy olykor még a kormánnyal is dacoltak.

### A kommunista Vietnám
1975-ben Vietnám kommunista uralom alá került. Onnantól a vallási gyakorlatok, köztük a buddhizmus is, nem ajánlatos dolognak számítottak. A szervezett buddhista közösségek (szanghák) helyzetét ellehetetlenítették. Északon a kormány már korábban teljesen a saját felügyelete alá vonta az egyházakat, azonban délen még mindig erősnek számított az Egységes Vietnámi Buddhista Egyház. Vezetőiket letartóztatták és bebörtönözték. A szangha tulajdonait elkobozták és létrehoztak egy kormány irányítása alatt álló országos buddhista szervezetet.
Az ún. Đổi Mới reformok óta (1986) viszonylag szabadabban gyakorolhatják az emberek Vietnámban a buddhizmust. Azonban az államtól független szanghát továbbra is tilos létrehozni. A Vietnámban legáltalánosabban elterjedt iskolát, a Tiszta Föld buddhizmust csak 2007-ben ismerte el a kormány hivatalos vallásként. Thích Quảng Độ-t, az Egységes Buddhista Szangha pátriárkáját bebörtönözték és állandó megfigyelés alatt állt, utazásaiban korlátozták (2020 febr. 22-én elhunyt).
Ma már az ország teljes területén élnek buddhisták, északon és délen is. A buddhizmus az egyetlen nagy vallás Vietnámban, amely a teljes lakosság 9-16%-át jelenti.

## Ágai

### Mahájána hagyományok

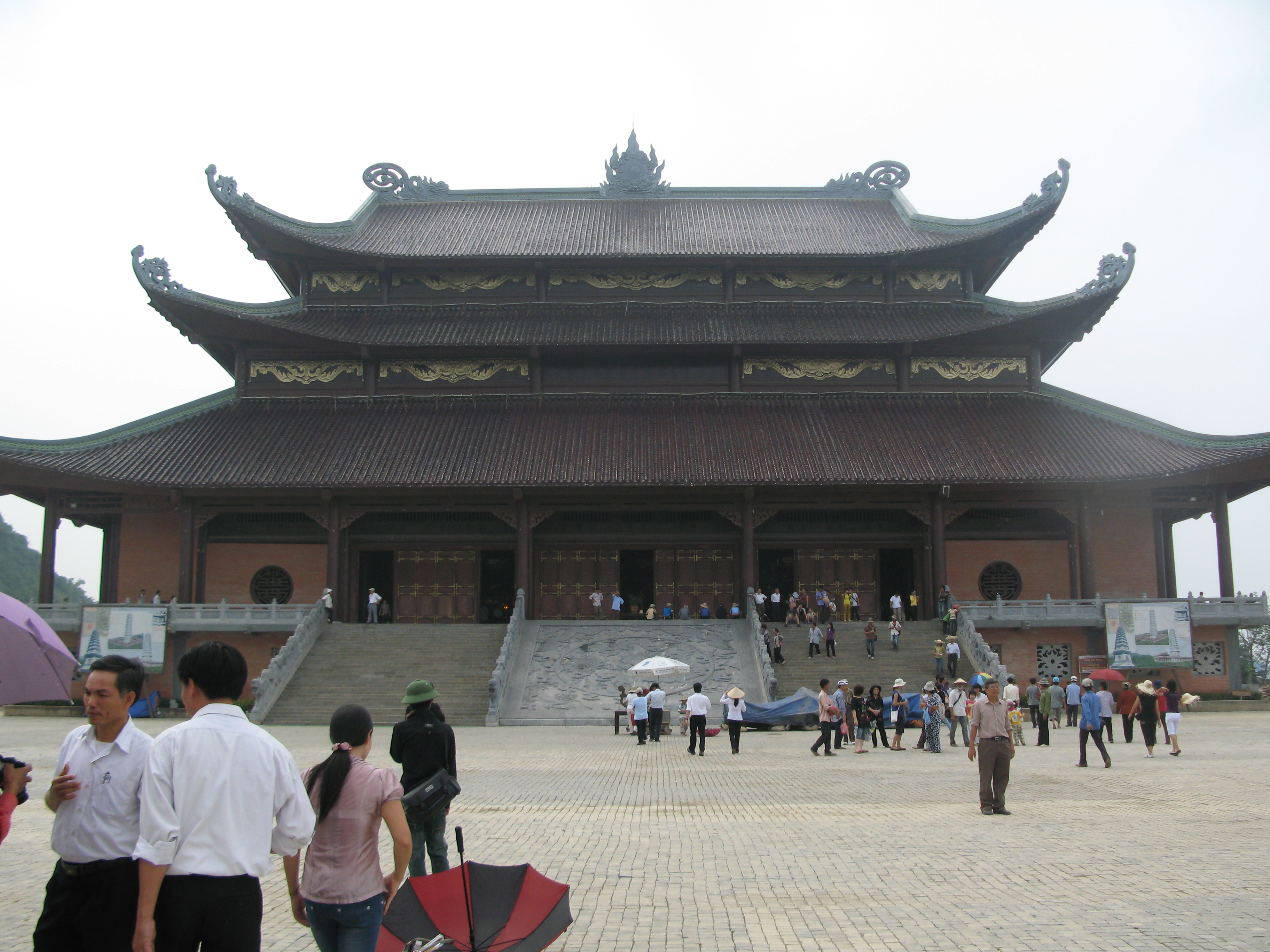
Bái Đính templom Ninh Bình tartományban

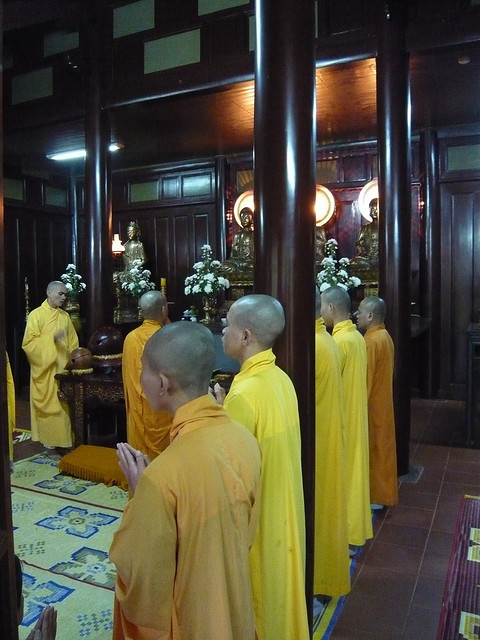
Szerzetesek Huế városban szolgálatteljesítés közben.

A vietnámi buddhizmus gyakorlatilag a tientaj és a Hoa Nghiêm hagyományainak a szinkretizmusa. Emiatt a gyakorlatok kissé eklektikusak. Találhatók benne elemek a thiền (zen), Tịnh độ (Tiszta Föld), tientaj, és ezoterikus (vadzsrajána) iskolákból. Az országban feltehetően a legtöbben a Tiszta Föld buddhizmus módszereit használják. Gyakran recitálnak szútrákat, kántálnak és bodhiszattváktól vagy egyéb dharma-védelmezőktől kérnek segítséget. Ebben a gyakorlatban a valláskövető minden hitét Amitábha Buddhába (V. A Di Đà Phật) helyezi. Abban hisznek, hogy a Tiszta Földön fognak ezáltal újjászületni.
A zen buddhizmus vietnámi elnevezése a thiền (zen iskola = thiền tông), amely a kínai csan buddhizmusból ered. A hagyományok szerint 580-ban egy Vinitarucsi (vietnámi: Tì-ni-đa-lưu-chi) nevű indiai szerzetes Vietnámba érkezett Kínából, ahol csan buddhizmust tanult Csiancsi Szengcsan mestertől. Létrehozott egy szektát egy lelkes vietnámi segítővel együtt. Ez a szekta az egyik legbefolyásosabb iskolává nőtte ki magát a 10. századra. További másik fontos szekták voltak a Vo Ngon Thong (Vô Ngôn Thông) és a Thảo Đường.
Trần Nhân Tông (1258–1308) király idején jött létre a Trúc Lâm (Bambusz liget) thiền iskola, amely erős konfucianista és taoista filozofikus hatásokat mutat. A 17. században egy csoport kínai szerzetes elindította a Ling iskolát (Lâm Tế). Ennek egy inkább helyi változata a 18. században alapított Liễu Quán iskola volt, amely azóta a vietnámi zen buddhizmus egyik jeles iskolája.
A tudósok úgy vélik, hogy a zen nem játszott kiemelkedő szerepet a vietnámi buddhizmusban. Manapság mégis megnövekedett a zen buddhisták száma az országban.

### Théraváda hagyományok

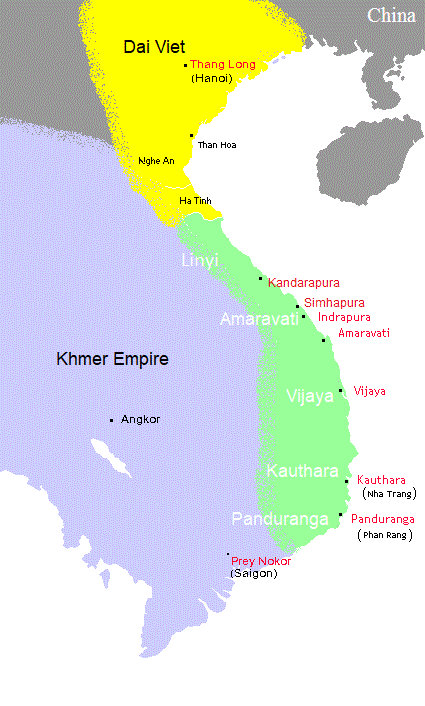
Délkelet-Ázsia 1010. körül, Đại Việt (vietnámi) területe sárgával.

A mai Vietnám középső és déli részén eredetileg a csam és a khmer emberek éltek, akik a szaiva-mahájána (lásd A buddhizmus története Kambodzsában) és théraváda buddhizmus szinkretizmusát vallották. A Đại Việt (vietnámiak) a 15. században megszállta a csam emberek területeit, majd a 18. században magához csatolta a Khmer Birodalom déli területeit. Ekkor alakultak ki Vietnám mai határai. Onnantól kezdve a meghatározó Đại Việt (vietnámiak) a mahájána hagyományokat, a khmerek pedig a théraváda hagyományokat követték.
Az 1920-as és az 1930-as években több mozgalom is volt Vietnámban, amelyek a buddhizmus modernizálását és felelevenítését célozták meg. Újraalkották a mahájána szervezeteket és megnőtt az érdeklődés a théraváda meditáció és a Páli kánon irányában, amely akkoriban franciául állt rendelkezésre. A théraváda buddhizmus egyik vietnámi úttörője Lê Văn Giảng állatorvos volt. Délen született és Hanoiban diplomázott, amely után Kambodzsában dolgozott a francia kormánynak. Ekkor kezdte el érdekelni a théraváda buddhizmus. Beállt végül szerzetesnek és felvette a Hộ-Tông (Vanszarakkhita) nevet. 1940-ben visszahívta őt Vietnámba egy csoport világi buddhista, hogy megalapítsák az első théraváda templomot az országban. A Bửu Quang (Ratana Ramszjarama) templomot a francia csapatok elpusztították 1947-ben, ezért négy évvel később újból felépítették. Hộ Tông ezután sok szöveget lefordított a Páli kánonból (Tipitaka).
1949 és 1950 között Hộ Tông támogatók segítségével új templomot épített Saigonban (ma Ho Si Minh-város). Ez a templom vált az ország théraváda aktivitások központjává. Saigonból a théraváda mozgalom átterjedt az ország további részeibe és több templom is épült. 1997-ben már 64 théraváda templom működött az országban (ebből 19 Ho Si Minh-városban és a környékén).